# Latikbergs kyrkobokföringsdistrikt

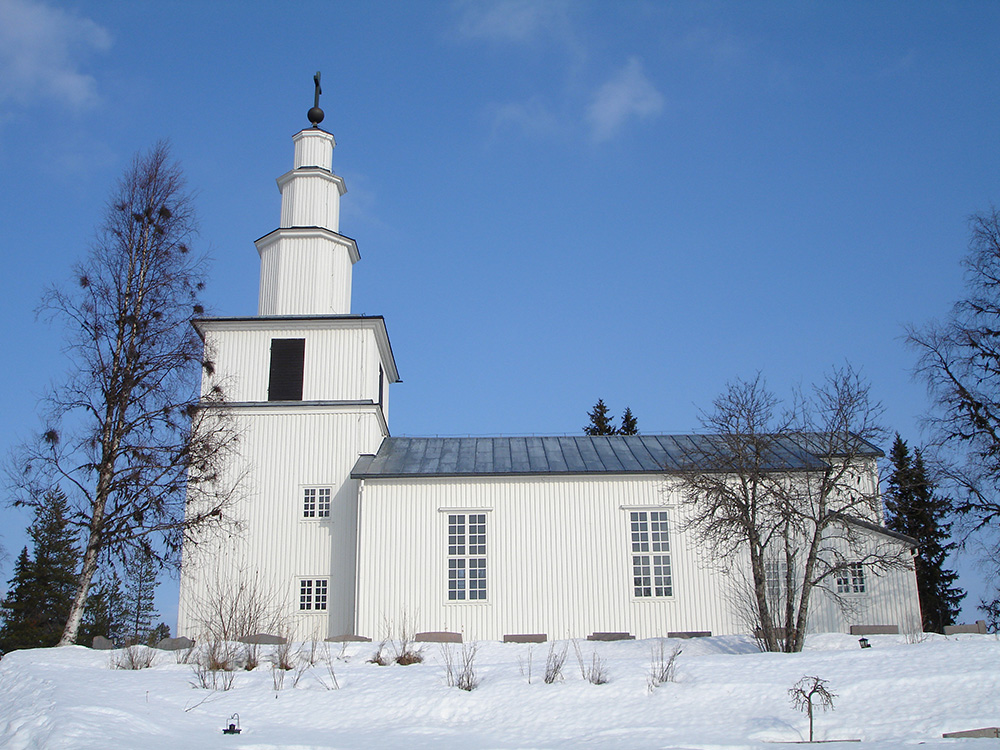
Latikbergs kyrka, invigd 1934.

Latikbergs kyrkobokföringsdistrikt var ett kyrkobokföringsdistrikt (ofta förkortat kbfd) i Vilhelmina församling i Luleå stift. Dessa distrikt utgjorde delar av en församling i Sverige som i folkbokföringshänseende var likställd med en församling. Distriktet bildades den 1 januari 1962 som en utbrytning ur Vilhelmina kyrkobokföringsdistrikt och upplöstes den 1 januari 1978 då det åter uppgick i Vilhelmina kyrkobokföringsdistrikt.
Latikbergs kyrkobokföringsdistrikt hade enligt Skatteverket församlingskoden 246200 och enligt Statistiska centralbyrån (år 1980) församlingskoden 246203.

## Areal
Latikbergs kyrkobokföringsdistrikt omfattade den 1 januari 1976 en areal av 926,7 kvadratkilometer, varav 876,3 kvadratkilometer land.

## Befolkningsutveckling
| Befolkningsutvecklingen i Latikbergs kyrkobokföringsdistrikt 1961–1976                           | Befolkningsutvecklingen i Latikbergs kyrkobokföringsdistrikt 1961–1976 | Befolkningsutvecklingen i Latikbergs kyrkobokföringsdistrikt 1961–1976 | Befolkningsutvecklingen i Latikbergs kyrkobokföringsdistrikt 1961–1976 | Befolkningsutvecklingen i Latikbergs kyrkobokföringsdistrikt 1961–1976 |
| ------------------------------------------------------------------------------------------------ | ---------------------------------------------------------------------- | ---------------------------------------------------------------------- | ---------------------------------------------------------------------- | ---------------------------------------------------------------------- |
|                                                                                                  |                                                                        |                                                                        |                                                                        |                                                                        |
| År                                                                                               |                                                                        |                                                                        | Folkmängd                                                              |                                                                        |
| 1961                                                                                             | 1961                                                                   |                                                                        | 1 260                                                                  |                                                                        |
| 1965                                                                                             | 1965                                                                   |                                                                        | 1 084                                                                  |                                                                        |
| 1970                                                                                             | 1970                                                                   |                                                                        | 842                                                                    |                                                                        |
| 1975                                                                                             | 1975                                                                   |                                                                        | 711                                                                    |                                                                        |
| 1976                                                                                             | 1976                                                                   |                                                                        | 711                                                                    |                                                                        |
| Anm: Befolkning den 31 december enligt den administrativa indelningen den 1 januari följande år. |                                                                        |                                                                        |                                                                        |                                                                        |